# Dicromato de amônio
Dicromato de amônio, é o composto inorgânico com a fórmula (NH4)2Cr2O7. Neste composto, e em todos os cromatos e dicromatos, cromo está no seu estado de oxidação +6, comumente conhecido como cromo hexavalente.
O dicromato de amonio era antigamente usado em pirotecnia e em fotografía. Atualmente é utilizado como mordente na industria textil, para purificar graxas e óleos e como oxidante em sínteses orgânicas.